# Cimetière militaire allemand de Champigny-Saint-André
Le cimetière militaire allemand de Champigny-Saint-André est un cimetière de la Seconde Guerre mondiale situé sur le territoire de Champigny-la-Futelaye, limitrophe de Saint-André-de-l'Eure, dans le département de l'Eure. Il a été inauguré le 12 septembre 1964.

## Personnalités inhumées au cimetière
- Friedrich Dollmann, Generaloberst[a], mort fin juin 1944 dans des circonstances non clarifiées, à la suite de la chute de la place de Cherbourg
- Hans-Hermann Junge, SS-Obersturmführer[b], mort des suites d’une attaque aérienne américaine ; marié en 1944 à Traudl Junge, une des secrétaires de Hitler
- Otto von Stülpnagel, General der Infanterie[c], gouverneur militaire de Paris en 1941, mort par suicide dans une prison parisienne en 1948
- Fritz Witt, SS-Brigadeführer[d], tué par un bombardement d’artillerie navale près de Caen